# Dangerous (bài hát của Michael Jackson)
"Dangerous" là tên bài hát được lấy làm tên cho album cùng tên của Michael Jackson phát hành tháng 11 năm 1991.
Bài hát được viết bởi Jackson, Bill Bottrell và Teddy Riley, và được dự định sẽ xuất bản thành bản single thứ 10 của album, nhưng các kế hoạch đó đã bị thay đổi sau khi cáo buộc lạm dụng tình dục liên quan đến Michael Jackson được đưa ra vào tháng 8 năm 1993.

## Tranh cãi lời bài hát
Tại một phiên xử tại toà năm 1994, nhạc sĩ Crystal Cartier buộc tội Jackson "đạo" lại bài hát của mình. Cartier tuyên bố bà đã viết, giữ bản quyền và ghi âm bài hát này năm 1985. Còn Jackson thì tuyên bố rằng "Dangerous" được nối tiếp, phát triển từ bài hát "Streetwalker" mà ông và Bottrell cùng viết năm 1985. Bản demo nguyên gốc của bài hát được bật ngay tại toà, rồi tiếp sau đó là các bản acapella của bài hát "Dangerous" và "Billie Jean". vì Cartier không thể cung cấp bất cứ băng thu âm nguyên gốc nào để bảo vệ cho lời buộc tội của mình, toà tuyên có lợi cho Jackson, và Cartier không được quyền kháng án.

## Biểu diễn trên sân khấu
Mặc dù bài hát này không được xuất bản dưới dạng đĩa single, nó trở thành một bài hát trung tâm trong các buổi biểu diễn trên sân khấu của Michael Jackson, đặc biệt tại các buổi biểu diễn khi trao giải thưởng âm nhạc được truyền hình trực tiếp. Michael Jackson lần đầu tiên trình diễn "Dangerous" khi ông mở màn Giải thưởng Âm nhạc Mỹ (American Music Awards) lần thứ 20, ngày 25 tháng 1 năm 1993. Sau đó ông cũng biểu diễn sống bài hát tại Buổi diễn kỷ niệm Soul Train lần thứ 25, Giải thưởng MTV Video Music Awards, Wetten, dass..? và buổi diễn kỷ niệm American Bandstand lần thứ 50. Bài hát này cũng đã được biểu diễn trong tour lưu diễn thế giới HIStory World Tour và các buổi diễn "Michael & Friends" ở Hàn Quốc và Đức.

## Tham gia
- Viết và phối nhạc: Michael Jackson, Bill Bottrell và Teddy Riley
- Sản xuất: Teddy Riley và Michael Jackson
- Thu âm: Jean-Marie Horvat, Bruce Swedien, Teddy Riley và Thom Russo
- Trộn: Bruce Swedien và Teddy Riley
- Solo và giọng nền: Michael Jackson
- Phối giọng nền: Michael Jackson
- Âm điệu: Teddy Riley
- Tổng hợp: Teddy Riley
- Điều phối tổng hợp: Teddy Riley, Brad Buxer và Rhett Lawrence